# Anna Mychajlivna Senik

Anna Senik na vernisáži výstavy Bojovník. Historie ukrajinské armády, 2016

Anna Mychajlivna Senik (* 19. března 1988, Kyjev, Ukrajina) je ukrajinská fotografka, zakladatelka ukrajinské etnofotografie, veřejná a politická osobnost.

## Životopis
Narodila se 19. března 1988 v Kyjevě.
V roce 2010 získala vysokoškolské vzdělání a magisterský titul v oboru financí na Kyjevské národní ekonomické univerzitě Vadima Hejtmana.
Jako etnografka je známá na Ukrajině i v zahraničí. Je autorkou více než 150 etnických fotografických sérií. Většina jejích děl je věnována tradičnímu ukrajinskému oděvu, ale některé série reprodukují snímky členů ukrajinských vojenských formací z minulosti.

### Projekty
Autorka vojensko-historického fotoprojektu „Bojovník“, ve kterém spolu s historikem Mykolou Balabanem vytvořili pro Ukrajinu unikátní vojensko-historický fotoprojekt, který obsahoval fotografie příslušníků vojenských formací na Ukrajině od ruského státu po válku v Rusku: rytíři, kozáci, bojovníci UPA, Aktivní armáda UPR, UGA, Sičští střelci, účastníci protiteroristické operace. První prezentace projektu se uskutečnila v květnu 2015 v Národním muzeu Tarase Ševčenka v Kyjevě. Výstavy projektu proběhly a čas od času se opakují ve všech větších městech Ukrajiny a frontové zóně. Projekt byl prezentován také pod pracovními názvy Bojovník v průběhu věků, Bojovník nebo Historie ukrajinské armády. Na základě fotografií projektu ukrajinský Ústav národní paměti v roce 2015 vyvinul a zveřejnil sérii plakátů, které byly distribuovány všem složkám a jednotkám ozbrojených sil, Národní gardy Ukrajiny nebo Národní policii Ukrajiny.
Ve své tvorbě autorka používá autentické antické oděvy, starožitnosti, ale i autentické rekonstrukce. Spolupracuje se sběrateli, muzei, profesionálními etnografy a lidovými umělci. Zvláštností je, že navzdory žánru fotografie nejsou její modely často profesionálové, ale obyčejní lidé.
Ve fotografii používá kreativní pseudonym Ładna Kobieta (pol. Krásná žena), přičemž nikdy netajila své skutečné jméno. Používání takového pseudonymu vysvětluje rodinnou historkou: "Tak mě matka v dětství žertem nazývala."

## Sociálně-politické aktivity
V období 2011-2013 byla propagandistkou nacionalistických organizací Social-Nacionalna Asambleja ta a Patriot Ukrajiny, byla autorkou jejich tehdejších propagandistických materiálů. Aktivně se účastnila událostí Revoluce Důstojnosti. V březnu 2014 se začátkem ruské agrese vstoupila do dobrovolnického praporu Azov, kde zastávala pozici tiskové tajemnice. Byla autorkou obrazu, který se stal základem symbolu partyzánského oddílu „Černý sbor“, na jehož základě byl prapor vytvořen. Po předčasných volbách lidových poslanců Ukrajiny v roce 2014 a do konce volebního období Nejvyšší rady Ukrajiny pracovala jako tisková tajemnice poslance lidu Ihora Mosijčuka. Během Mosijčukova zatčení v roce 2015 vedla informační kampaň a události dokumentovala. V roce 2019 se stala poradkyní starosty Čerkasy Anatolija Bondarenka pro vztahy s veřejností.
Vyznamenala se metodickou obhajobou autorských práv u soudů. Vyhrála několik případů odškodnění, včetně korespondenta za použití fotografie jejího autorství jako ilustrace k článku o sexuální turistice na Ukrajině. Opakovaně veřejně vyzdvihuje výsledky kladných soudních rozhodnutí o svých žalobách a vyzývá ostatní umělce, aby se bránili: „Vyzývám všechny, aby vždy chránili svá autorská práva a postavili před soud ty, kdo pohrdají výsledky duševní a tvůrčí práce jiných lidí. Protože čím více soudů autoři vyhrají, tím méně lidí si bude utírat nohy o jejich autorská práva.“